# Кампофілоне
Кампофілоне (італ. Campofilone) — муніципалітет в Італії, у регіоні Марке,  провінція Фермо.
Кампофілоне розташоване на відстані близько 175 км на північний схід від Рима, 65 км на південь від Анкони, 13 км на південний схід від Фермо.
Населення — 1960 осіб (2014).

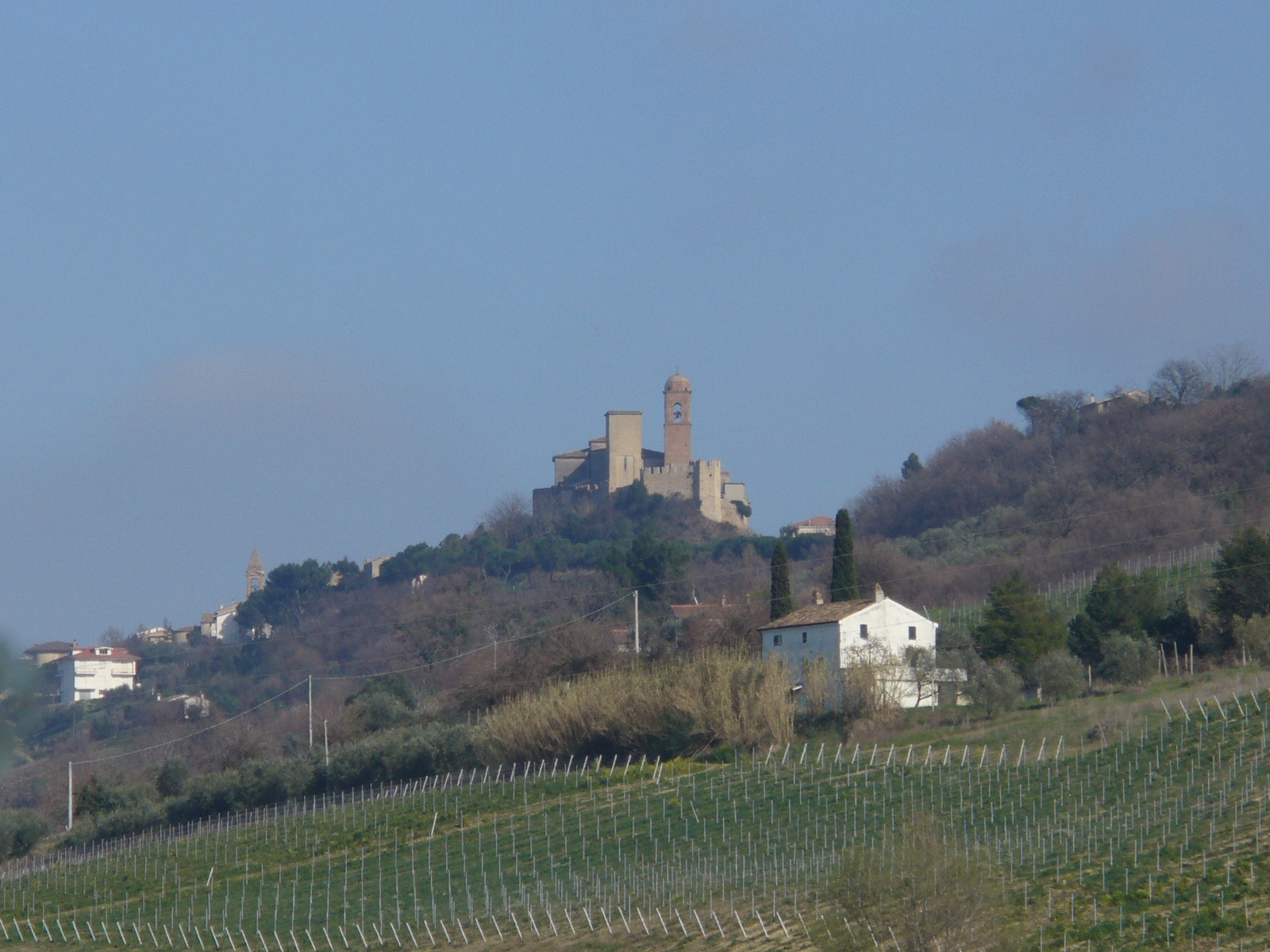

Щорічний фестиваль відбувається 24 серпня. Покровитель — святий Варфоломій.

## Демографія
Населення за роками:

Станом на 1 січня 2023 року в муніципалітеті офіційно проживало 136 іноземців з 22 країн, серед них 27 громадян країн Євросоюзу та 5 громадян України.

## Сусідні муніципалітети
- Альтідона
- Лапедона
- Массіньяно
- Монтефьоре-делл'Азо
- Педазо